# Luis Francisco Esplá
Luis Francisco Esplá Mateo, né le 19 juin 1958 à Alicante (Espagne), est un matador espagnol.

## Présentation
En un tiers de siècle de carrière, Luis Francisco Esplá a connu nombre de hauts et de bas, mais a toujours été un matador apprécié des aficionados les plus exigeants. C’est un excellent banderillero (peut-être l’un des meilleurs de tous). C’est également un impeccable chef de lidia lorsque ce poste lui est dévolu (de plus en plus souvent compte tenu de son ancienneté). Sa science du taureau, son sens de la lidia lui permettent d’affronter quasiment tous les taureaux, aussi la vingtaine de corridas auxquelles il participe chaque année le voient-elle affronter essentiellement des taureaux provenant des ganaderías les plus difficiles.

### Carrière
- Débuts en public : 21 juillet 1974 à Benidorm (Espagne, province d'Alicante).
- Débuts en novillada avec picadors : 22 décembre 1974 à Santa Cruz de Tenerife (Espagne, îles Canaries).
- Alternative : Saragosse (Espagne) le 23 mai 1976. Parrain, Paco Camino ; témoin, El Niño de la Capea. Taureaux de la ganadería de Manuel Benítez.
- Confirmation d’alternative à Madrid : 19 mai 1977. Parrain, Curro Romero ; témoin, Paco Alcalde. Taureaux de la ganadería de Martín Berrocal.